# 952 TCN
952 TCN là một năm trong lịch La Mã.